# Emanuíl Zerdevász
Emanuíl "Mánosz" Zerdevász (görögül: Εμμανουήλ "Μάνος" Ζερδεβάς) (Athén, 1997. augusztus 12. ― ) olimpiai- és világbajnoki ezüstérmes görög válogatott vízilabdázó, az Olimbiakósz játékosa kapus poszton.

## Sportpályafutása
A Vuliagméniszben kezdett vízilabdázni, majd 2018-ban az Olimbiakószhoz igazolt. Az athéni csapat színeiben többszörös görög bajnok, valamint kupagyőztes; emellett 2019-ben bajnokok ligája-ezüst-, 2024-ben pedig -bronzérmet nyert.
2017-ben görög színekben junior világbajnoki címet szerzett Belgrádban. Még ugyanebben az évben a felnőtt válogatottban is debütált: a világliga-csoportkörön való szereplése után a budapesti világbajnokságra utazó csapatba is bekerült. A világtornán a görög nemzeti együttes a 4. helyen végzett. A következő évben Európa-bajnoki 5. helyet szerzett, 2019-ben pedig 7. helyen végzett a kvangdzsui világbajnokságon. A 2020-as budapesti Európa-bajnokságon szintén hetedik lett. A Covid19-világjárvány miatt egy évvel elhalasztott tbiliszi világliga-szuperdöntőjében szerezte első felnőttválogatott-érmét, egy bronzérmet; a tokiói olimpián pedig a dobogó második fokára állhatott fel a görög válogatott tagjaként. 2022-ben világbajnoki bronzérmet szerzett, valamint 5. helyezést ért el a spliti Európa-bajnokságon. 2023-ban 5. helyen végzett a világkupán, valamint ezüstérmet szerzett a fukuokai világbajnokságon, a döntőben büntetőkkel alulmaradva a magyar válogatottal szemben. A világtorna legjobb kapusának Zerdevászt választották. 2024-ben a görög nemzeti csapat tagjaként világ-, valamint Európa-bajnoki 5. helyezést szerzett, valamint bekerült a Thodorísz Vlahósz által a párizsi olimpiára kijelölt görög utazókeretbe is.

## Eredményei

### Klubcsapattal

#### Vuliagménisz
- Görög bajnokság
  - Ezüstérmes: 2015-16, 2016-17, 2017-18
- Görög kupa
  - Kupagyőztes: 2016-17
  - Ezüstérmes: 2015-16

#### Olimbiakósz
- Görög bajnokság
  - Bajnok: 2018-19, 2019-20, 2020-21, 2021-22, 2022-23, 2023-24
- Görög kupa
  - Kupagyőztes: 2018-19, 2019-20, 2020-21, 2021-22, 2022-23, 2023-24
- Görög szuperkupa
  - Győztes: 2018, 2019, 2020
- Bajnokok ligája
  - Ezüstérmes: 2018-19
  - Bronzérmes: 2023-24

### Válogatottal

#### Görögország
- Junior világbajnokság
  - Aranyérmes: 2017
- Világliga
  - Bronzérmes: 2020
- Világkupa
  - 5. hely: 2023
- Európa-bajnokság
  - 5. hely: 2018, 2022, 2024
  - 7. hely: 2020
- Világbajnokság
  - Ezüstérmes: 2023
  - Bronzérmes: 2022
  - 4. hely: 2017
  - 5. hely: 2024
  - 7. hely: 2019
- Olimpiai játékok
  - Ezüstérmes: 2020

## Díjai
- A világbajnokság legjobb kapusa (2023)